# Arpa irlandesa
L'arpa irlandesa (Cláirseach en gaèlic) és un instrument musical d'origen celta que apareix a l'escut del país, a les monedes, al logotip de la companyia aèria Ryanair i a les etiquetes i a les gerres de cervesa Guiness, que és l'altra gran icona del país. De fet, és l'únic país del món que té un instrument musical reconegut com a símbol nacional.
A totes les cultures occidentals les tradicions més antigues són les que més representen al poble i les més importants socialment parlant. En el cas d'aquest instrument, l'anomenada Brian Boru és la que es representa com el símbol d'Irlanda. Es conserva al Trinity College de Dublín, data del segle xv i es l'arpa celta més antiga que es coneix.

## Història
El primer instrument associat amb la tradició de les arpes al món Gaèlic es coneixia com a cruit, paraula que descrivia els diferents instruments de corda. Posteriorment es va proposar anomenar-la Cláirseach i és el nom que perdura actualment.
A Europa és conegut el triangular frame harp. Es diu que són les tres arpes més antigues que varen sobreviure de procedència Gaèlica: l'arpa del Trinity College, de Dublín i les arpes de Queen Mary i de Lamont conservades al National Museum Of Scotland d'Edinburgh.
Segons un escrit del 1786, l'arpa Irlandesa va pertànyer a Brian Boru, el gran rei d'Irlanda. Encara que posteriorment aquesta afirmació s'ha anat desmentint repetidament. Tot i això, l'arpa encara conserva el nom de Brian Boru.
Una anècdota és que l'arpa que es representa com el símbol nacional no apareix mai en la seva posició natural, sempre apareix girada. Això és degut al fet que, quan es va proclamar l'arpa com a símbol nacional, la marca de cervesa Guiness ja havia registrat aquesta mateixa arpa com el seu logotip d'identitat, de manera que la que es representa com a símbol nacional s'ha de representar girada.

## Característiques
La construcció de l'arpa és la mateixa tant a Irlanda com a Escòcia, l'element característic són les cordes de metall. Històricament es menciona diferents tipus de filferro, incloent llautó i ferro, tot i que existeixen algunes discussions sobre l'ús de plata i or.
Aquestes cordes de metall estan subjectes a una caixa de ressonància corba, normalment construïda amb fusta de salze o amb fusta d'altres arbres abundants de la zona.

## Parts de l'instrument
Els noms de les diferents parts de l'instrument és designen en llengua gaèlic escocès, aquestes són: amhach (coll), cnagan (agulla), corr (taula d'agulles), com (caixa de ressonància), làmh-chrann (arbre),  teudan (cordes), cruidhean nan teud (sabates de corda) i urshnaim (significat desconegut).
El corr tenia una corretja de llautó clavada a cada costat, perforada amb clavilles afilades de bronze. A l'extrem tenia una espiga que encaixava a la part superior de la com (caixa de ressonància). Aquests elements podien variar depenent de la magnitud de l'instrument.
El cruidhean nan teud (sabates de corda) generalment es construïen de llautó i impedien que les cordes metàl·liques tallessin la fusta de la caixa de ressonància.
La tècnica per tocar aquest instrument sempre ha resultat molt difícil d'executar, degut a la llarga duració de la ressonància. L'intèrpret ha d'anar apagant el so de la corda que acaba de tocar mentre toca la següent corda i es sol tocar a un ritme ràpid.
Al contrari de la pràctica convencional moderna, la mà dreta era l'encarregada de tocar la part aguda de l'instrument i l'esquerra la greu.

## Funció social
Durant l'edat mitjana, l'arpa amb cordes de ferro era molt sol·licitada a tots els territoris gaèlics, que s'estenien des de les terres altes del nord i les illes occidentals d'Escòcia fins al sud d'Irlanda. Així i tot, els mons gaèlics d'Escòcia i Irlanda, encara que mantenien alguns vincles, ja mostraven signes de divergència al segle xvi amb el llenguatge, l'estructura social i la música.
La funció del clàrsach a les famílies nobles d'Hèbrides (Escòcia), tant per entreteniment com a metàfora literària, s'il·lustra a cançons de Màiri Nic Leòid (Mary MacLeod), un poeta gaèlic molt reconegut a l'època.
Hi ha moltes evidències que la tradició musical de l'arpa pot haver influït a l'ús i el repertori de la gaita.